# Condado de Sanpete
Sanpete es un condado del estado de Utah, Estados Unidos. Según el censo de 2000 la población era de 22.763 habitantes. Se estima que en 2005 había 24.044 habitantes. Probablemente recibe su nombre del jefe indio de la tribu Ute llamado San Pitch, que fue transformado en Sanpete. Su capital es Manti y su mayor ciudad Ephraim.

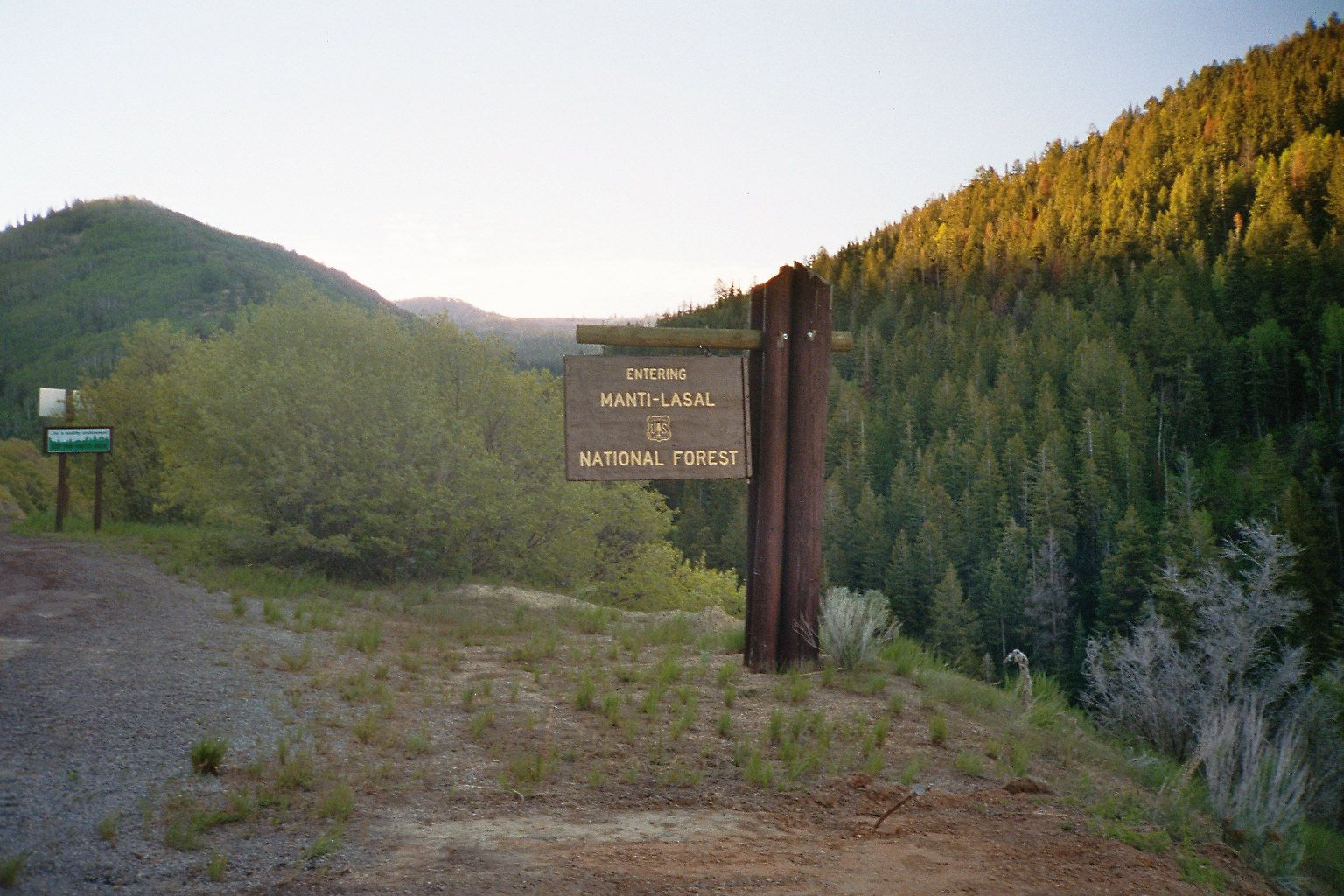
Huntington Canyon Scenic Byway
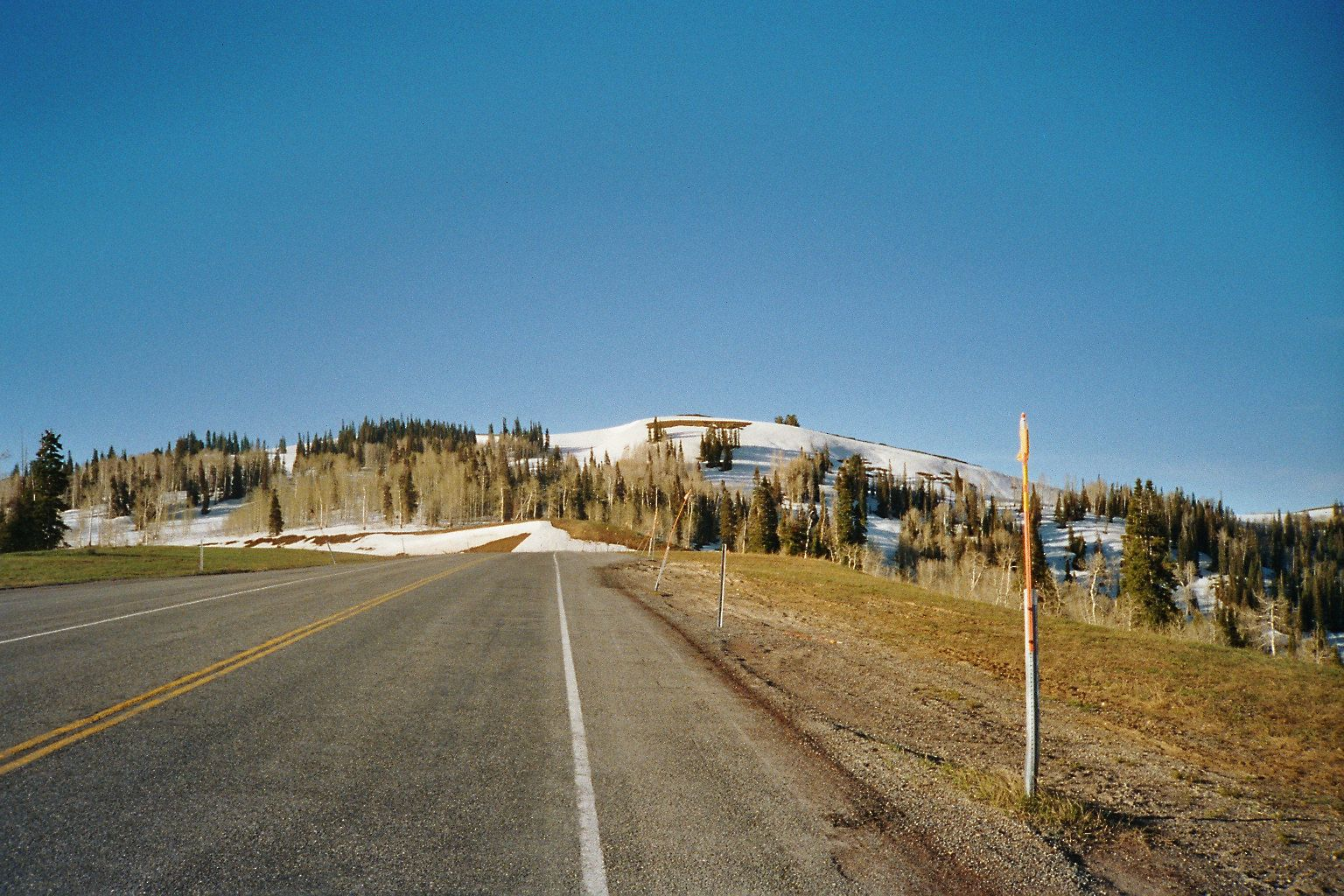
Huntington Canyon Scenic Byway

## Enlaces externos

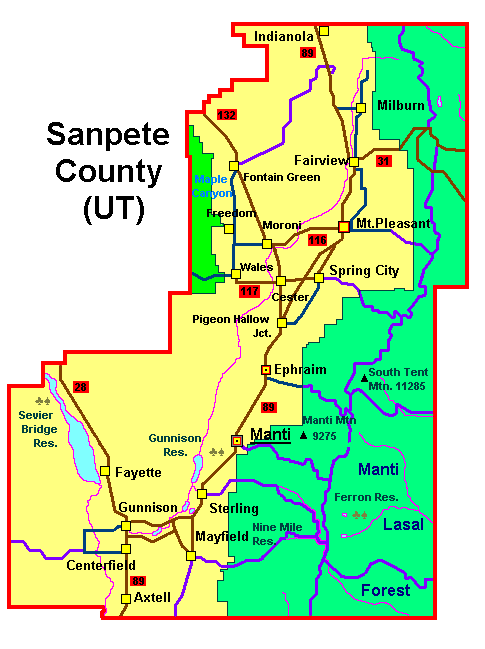
Detalle del condado de Sanpete.